# Брюсовская улица
Брю́совская улица — улица в Калининском районе Санкт-Петербурга. Проходит от Пискарёвского проспекта до проспекта Мечникова. На юг от проспекта Мечникова переходит в Замшину улицу.

## История и достопримечательности
Улица названа в 1903 году к 200-летию Санкт-Петербурга в честь сподвижников Петра I братьев Я. В. Брюса и Р. В. Брюса.
Участок улицы от поворота до проспекта Мечникова до 1965 года назывался Валлашевская улица.
От довоенной застройки на улице сохранились:
- дом № 2 — дореволюционное здание, в котором располагался ясли-сад, а позднее — детская стоматологическая поликлиника;
- дом № 6, корпус 2 — частично разрушенная мастерская скульптора Леонида Шервуда, построенная в 1913 году. В 2019 году стало известно, чт собственник намерен реконструировать здание и приспособить для современного использования[1]. «Реконструкция» в данном случае подразумевает снос исторического здания и воссоздание в современных материалах[2].
- дом № 10 — Брюсовская гимназия (бывшая школа № 192), названа по названию улицы.

## Пересечения
Брюсовская улица пересекает или граничит со следующими проспектами и улицами:
- Пискарёвский проспект;
- Репнинская улица;
- проспект Мечникова;
- Замшина улица.

## Транспорт
- Поблизости от улицы находится железнодорожная станция Пискарёвка.
- Между поликлиникой и зданием билетных касс железнодорожной станции находится конечная остановка большого количества автобусов.
- До реконструкции Пискарёвского проспекта и Пискарёвского путепровода 2006—2007 годов Брюсовская улица была основной магистралью, по которой автобусы попадали на конечную станцию «Пискарёвка». После реконструкции схема движения была изменена, в результате чего общественный транспорт с Брюсовской улицы исчез.